# Orde van Verdienste (Noorwegen)
De Koninklijke Noorse Orde van Verdienste, (Noors: "Den kongelige Norske fortjenstorden") werd in 1985 door Koning Olaf V gesticht.

## Geschiedenis
De Noorse koning was ontstemd over het grote aantal kruisen van de Orde van Sint-Olaf dat ondanks het getekende revers na de dood van een ridder niet werd teruggegeven aan de Koninklijke Noorse Ordekanselarij. De Noren zijn zeer strikt in het naleven van de regels rond onderscheidingen en zagen met lede ogen aan dat de kostbare kruisen, ketens en sterren op veilingen werden aangeboden.
De Orde van Verdienste is een aanvulling op de Orde van Sint-Olav die sinds 1985 alleen nog aan Noren en soms aan leden van bevriende vorstenhuizen wordt verleend. De orde wordt aan vreemdelingen die zich voor Noorwegen verdienstelijk maakten, Noren die in het buitenland wonen en Noorse en vreemde diplomaten, consuls en de leden van de staf van ambassades verleend.

## Graden
Deze orde van verdienste, kent 5 graden.
- Grootkruis: Grootkruisen dragen het kleinood van de orde aan een lint over de rechterschouder en de achtpuntige ster van de orde.
- De Grootofficieren dragen het kleinood van de orde aan een lint om de hals en de ster van de orde.
- Commandeur: Commandeurs dragen het kleinood van de orde aan een lint om de hals.
- Officier: Officieren dragen het kleine gouden kruis met de gouden kroon aan een lint zonder rozet op de linkerborst.
- Ridder: Ridders dragen het kleine zilveren kruis met de zilveren kroon aan een lint op de linkerborst.

## Versierselen
Het kleinood is een verguld zilveren klaver- of Olaf-kruis met rode emaillen versieringen. Tussen de armen zijn gestileerde kronen bevestigd. Op de keerzijde staat het monogram van Olav V en het stempel van de hofjuwelier. De achtpuntige ster is van zilver en het kleinood is daarop gelegd. De ster van Grootkruisen en Grootofficieren in de Orde van Verdienste is gelijk. Het lint is donkerblauw.

## Leden
De orde werd tijdens staatsbezoeken ook aan Nederlanders toegekend. Een van hen was de toenmalige major domus van Koningin Beatrix der Nederlanden, de heer Peter Beaujean (1944) die het ridderkruis van de orde in 1986 ontving. Nederlandse generaals en ministers ontvingen grootkruisen en benoemingen tot Grootofficier.